# Ryan Paris
Ryan Paris, pseudoniem van Fabio Roscioli, (Rome, 12 maart 1953) is een Italiaans acteur en zanger.
Na zijn middelbare school, ging Paris muziek studeren. Daarna legde hij zich aanvankelijk toe op het acteren. Hij speelde op toneel, maar ook een kleine rol in de film "Once Upon a Time in America".
Niet veel later stapte Paris over naar de muziek. Hij begon een new wave-groep, maar deze ging al snel uit elkaar omdat enkele leden in dienst moesten. Zijn eerste solo-hit Dolce Vita werd een internationale hit en bereikte in veel landen, waaronder in de zomer van 1983 in Nederland en Vlaanderen de nummer 1-positie, ondanks dat aanvankelijk geen enkele platenmaatschappij de plaat wilde uitbrengen. Hierna scoorde hij nog in enkele Zuid-Europese landen hits. In juni 1990 werd Dolce Vita in Nederland opnieuw uitgebracht en werd een bescheiden hit op Radio 3, ditmaal in de remix 1990 versie van de Nederlandse mixer Ben Liebrand.
In 2021 verwerkte telecomprovider KPN een gedeelte van Dolce Vita in een reclamespotje met dansende katten.

## Discografie

### Singles
| Single met eventuele hitnotering(en) in de Nederlandse Top 40 | Datum van verschijnen | Datum van binnenkomst | Hoogste positie | Aantal weken | Opmerkingen                                                                            |
| ------------------------------------------------------------- | --------------------- | --------------------- | --------------- | ------------ | -------------------------------------------------------------------------------------- |
| Dolce Vita                                                    | 1983                  | 13-08-1983            | 1(2wk)          | 11           | Veronica Alarmschijf Hilversum 3 / #1 in de Nationale Hitparade / #1 in de TROS Top 50 |
| Dolce Vita remix 1990                                         | 1990                  | 18-08-1990            | 31              | 3            | #26 in de Nationale Top 100                                                            |

### NPO Radio 2 Top 2000
| Nummer met noteringen in de NPO Radio 2 Top 2000 | '99  | '00  | '01-'20 | '21  |
| ------------------------------------------------ | ---- | ---- | ------- | ---- |
| Dolce Vita                                       | 1301 | 1428 | -       | 1560 |

1. ↑  Een '-' betekent dat het nummer niet was genoteerd en een vetgedrukt getal geeft de hoogste notering aan.
2. ↑  Deze tabel is bijgewerkt tot en met de meest recente editie (2024).